# 細身鋸角螢
細身鋸角螢（学名：Lucidina glaber）为螢科鋸角螢屬下的一个种。